# Rahikkajärvi
Rahikkajärvi är en sjö i kommunen Mäntyharju i landskapet Södra Savolax i Finland. Arean är 38 hektar och strandlinjen är 3,4 kilometer lång. Sjön  ingår i Kymmene älvs huvudavrinningsområde.   Den ligger omkring 32 kilometer sydväst om S:t Michel och omkring 180 kilometer nordöst om Helsingfors. 